# 칼리에르곤과
칼리에르곤과(Calliergonaceae)는 털깃털이끼목에 속하는 이끼과의 하나이다. 버들이끼과에 포함시켜 분류하기도 한다.

## 하위 속
- 칼리에르곤속 (Calliergon)
- Hamatocaulis
- Loeskypnum
- Straminergon
- Warnstorfia